# Лісьовулька
Лісьовулька (пол. Lisiowólka) — село в Польщі, у гміні Вогинь Радинського повіту Люблінського воєводства. Населення — 374 особи (2011).

## Історія
У часи входження до складу Російської імперії належало до Радинського повіту Сідлецької губернії.
За даними етнографічної експедиції 1869—1870 років під керівництвом Павла Чубинського, у селі здебільшого проживали греко-католики, усе населення розмовляло українською мовою.
У 1975—1998 роках село належало до Білопідляського воєводства.

## Демографія
Демографічна структура станом на 31 березня 2011 року:
|          | Загалом | Допрацездатний вік | Працездатний вік | Постпрацездатний вік |
| -------- | ------- | ------------------ | ---------------- | -------------------- |
| Чоловіки | 192     | 43                 | 122              | 27                   |
| Жінки    | 182     | 46                 | 93               | 43                   |
| Разом    | 374     | 89                 | 215              | 70                   |